# 麥卡利鎮區 (內布拉斯加州博伊德縣)
麥卡利鎮區（英語：McCulley Township）是位於美國內布拉斯加州博伊德縣的一個行政鎮區。

## 地方資料
麥卡利鎮區的面積為137.33平方千米，當中陸地面積為137.27平方千米，而水域面積為0.06平方千米。根據2020年美國人口普查的數據，當地共有人口98人，而人口密度為每平方千米0.71人。